# 독일 보수당
독일보수당(독일어: Deutschkonservative Partei, DkP)은 1876년 설립된 독일 제국의 우익 정당이다. 주로 부유한 프로이센의 융커들의 지지를 받았다.